# Hyderabad, Sindh
Hyderābād (Pakistan), thành phố ở phía Đông Nam của Pakistan, ở tỉnh Sindh, bên sông Indus. Đây là một trung tâm thương mại cho khu vực xung quanh trồng lúa, lúa mỳ, bông và trái cây. Các ngành công nghiệp của thành phố gồm: thuộc da, các phòng studio phim hoạt hình, xi măng, kim loại, kính. Hàng thêu, sơn mài, dệt và đồ trang sức cũng được sản xuất tại đây. Thành phố có Đại học Sindh, một trường y, các trường cao đẳng nông nghiệp và thương mại cũng ở đây. Hyderābād được thành lập năm 1768 và vẫn là kinh đô của tiểu vương Sind cho đến khi vị tướng Anh Quốc Sir Charles James Napier chiếm Sind năm 1843. Từ 1947 đến 1955, Hyderābād là thủ phủ của tỉnh Sind.